# Mainstream
Hlavní proud nebo mainstream ([meinstri:m], anglicky hlavní proud) je soubor myšlenek a postojů, které reprezentují či jsou konformní s názory, hodnotami, vkusem apod. většiny ve společnosti. Termín se uplatňuje zejména v oblasti kultury a médií. Některé menšinové proudy se proti mainstreamu programově vymezují a často se pro ně používají označení jako alternativa, subkultura nebo kontrakultura.

## Hudba
Mainstreamem se v hudbě rozumí hlavní a nejpopulárnější styly. Z mainstreamu se oddělují další větve. Typickým příkladem jsou sedmdesátá léta 20. století, kdy mainstreamem byl rock a pop s dalšími větvemi, v případě rocku psychedelický rock, art rock a jiné.

## Knihy
Mainstreamem se v literatuře rozumí zejména nenáročné tituly pro nejširší masu čtenářů.[zdroj⁠?!] Typicky jsou to kuchařky, medailony slavných, ale též detektivky apod.[zdroj⁠?!]

## Časopisy a periodika
Mainstreamem se v oblasti časopisů rozumí zejména konzumní, často bulvární tituly určené pro nejširší masu čtenářů.[zdroj⁠?!] Ovšem mainstream nerovná se automaticky bulvár.